# Ярд
Ярд (yard) – британска имперска мерна единица за дължина (разстояние). Един ярд се равнява на 3 фута, на 36 инча, или приблизително на 0,9144 метра. Използвана е в САЩ и страните от Британската общност (Канада, Австралия, Ямайка и др.), но постепенно бива изместена от метричната единица за дължина метър.оугрся тиолп;